# Collinsia despaxi
Collinsia despaxi är en spindelart som först beskrevs av Denis 1950.  Collinsia despaxi ingår i släktet collinsior, och familjen täckvävarspindlar.
Artens utbredningsområde är Frankrike. Inga underarter finns listade i Catalogue of Life.